# منتخب جزر سليمان لكرة القدم الشاطئية
منتخب جزر سليمان لكرة القدم الشاطئية هو ممثل جزر سليمان الرسمي في المنافسات الدولية في كرة قدم شاطئية ، يديريه اتحاد جزر سليمان لكرة القدم.